# 5702 Morando
Az 5702 Morando (ideiglenes jelöléssel 1931 FC) a Naprendszer kisbolygóövében található aszteroida. Max Wolf fedezte fel 1931. március 16-án.